# Lysandra thetis
Lysandra thetis är en fjärilsart som beskrevs av S.A. von Rottemburg 1775. Lysandra thetis ingår i släktet Lysandra och familjen juvelvingar. Inga underarter finns listade i Catalogue of Life.